# 遠藤しずか
遠藤 しずか（えんどう しずか、9月27日 - ）は、日本の女性歌手、アイドル、舞台役者。
福島県出身。血液型はB型。
元MONSTER GIRLFRIENDのメンバー。現在はエンタテインメント企画ユニット・@emotionのメンバー。愛称はしーちゃん。

## 略歴
- 高校卒業後に音楽の専門学校のダンス科に進学する。その後は舞台などに出演し、ダンサーとしても活躍する。
- 2018年1月より六本木にオープンした『KAIJU MUSUME 6』にて勤務。
- 2018年7月8日より店舗連動型アイドルプロジェクト『MONSTER GIRLFRIEND』としてデビュー。2019年12月20日をもって同グループの卒業を発表した。
- 2019年4月1日、YouTubeチャンネル『えんどーしーちゃんねる』を開設。
- 2021年10月1日、@emotion（アットエモーション）に土屋シオンともに加入が発表された[1]。

## 人物
- 特技はダンス、吉高由里子とクレヨンしんちゃんのモノマネ。
- 好きな食べ物は中華、お寿司、餃子、オムライス、えのき。
- 嫌いな食べ物はにんじん、パクチー。
- 好きなブランドはMILKFED、EOMDA、SLY、oneSpe、VOLCAN & APHRODITE。
- ダンスは高校1年生から始め、演技は専門学生時代から始めた。憧れのパフォーマーは、三浦大知、Nissy（AAA）、E-girls。
- 『GIRL ver.01』でのお気に入りの曲は「KAIJU NIGHT」[2]。
- 2019年8月、出演予定の舞台で演じる役のためにトレードマークでもある金髪のポニーテールから黒髪ショートカットに髪型を変えた[3]。

## 出演作品

### 舞台
2016年
- Am-bitioN プロデュース vol.2『Let’s play a GAME』（2016年6月22日 - 26日、シアターグリーン BOX in BOX THEATER）
- PAPADOGプロデュース公演『月とすっぽん』（2016年11月18日 - 23日、ステージカフェ下北沢亭）[4]

2017年
- 平成時代劇 片肌☆倶利伽羅紋紋一座「ざ☆くりもん」二○一七年 新春三館同時本公演『父娘旅情』（2017年1月3日 - 9日、シアターグリーン BOX in BOX THEATER） - ダンサー[5]
- 平成時代劇 片肌☆倶利伽羅紋紋一座「ざ☆くりもん」第二十一回本公演 『火消哀歌 〜冬空の木遣り唄〜』（2017年5月3日 - 8日、シアターグリーン BOX in BOX THEATER） - ダンサー[6]
- 縁ろず屋第2回公演『物語』（2017年4月20日 - 23日、木星劇場）
- 舞台『Candy House』（2017年8月1日 - 6日、サンモールスタジオ）

2018年
- 縁ろず屋第4回公演『まねしつぐみ』（2018年5月9日 - 13日、Theater新宿スターフィールド）
- 縁ろず屋第6回公演『おとぎりそう』（2018年12月19日 - 23日、小劇場てあとるらぽう）

2019年
- SAB-on Produce 舞台『ある日の通り雨と共に。』（2019年8月21日 - 25日、新宿村LIVE）[7]

2020年
- team DHA本公演vol.3『ぬけがら』（2020年7月29日 - 8月9日、日暮里d-倉庫）
- E-Stage Topia プロデュース公演『僕はそれを、青と呼ぼう。2020』（2020年11月26日 - 30日、上野ストアハウス）

2021年
- 舞台『サクラニオドレ』（2021年1月6日 - 10日、渋谷区文化総合センター大和田・伝承ホール）
- 舞台『左ききのエレン-バンクシーのゲーム編-』（2021年1月21日 - 24日、六行会ホール）[8]
- フリスティエンターテインメント公演『#すりーぴーす』（2021年3月12日 - 14日、ステージカフェ下北沢亭）
- 舞台『菅生ゼミ休講のお知らせ3期』（2021年3月31日 - 4月11日、Theater新宿スターフィールド）
- フリスティエンターテインメント公演『ミライは僕等の手の中』（2021年5月19日 - 23日、シアターKASSAI）
- 舞台『脳漿炸裂ガール2 〜俗物奇行〜Anarchy in the Journey』（2021年6月2日 - 6日、六行会ホール）
- Pilliciant produce『LIAR ROOM』（2021年6月18日 - 6月20日、ステージカフェ下北沢亭）
- 舞台『the Circulation ACT』（2021年7月14日 - 8月1日、テアトルBONBON） - Consequenceチーム主演
- E-Stage Topiaプロデュース公演『R』企画『アイドル R2』（2021年8月26日 - 29日、シアターKASSAI）
- @emotion Presents Minipression CASE4 『FLAGMAN』（2021年9月15日 - 19日、上野ストアハウス）
- END es PRODUCE『リベルテvol.18』（2021年10月8日 - 10日、本所松坂亭劇場）
- E Stage Topia プロデュース公演 『タラレバ！』（2021年10月23日 - 31日、劇場HOPE）
- ベニバラ兎団 本公演 VOL.27『STARGAZER』（2021年11月11日 - 14日、六行会ホール）
- END es PRODUCE 『リベルテ Vol.19』（2021年12月27日 - 31日、本所松坂亭劇場）

2022年
- 劇団☆ディアステージ第4回公演『トラブルメーカーwww』（2022年1月19日 - 23日、シアターKASSAI）
- @emotion presents RExpression vol.1 桃『ももがたり』（2022年2月23日 - 27日、シアターグリーンBIG TREE THEATER）
- Daisy times produce 舞台『リバース・ワールド』（2022年3月16日 - 20日、ザ・ポケット）
- 第11回 東出有貴プロデュース『最初で最後の恋』（2022年4月14日 - 17日、キーノート・シアター）
- ALPHA Entertainment × E-Stage Topia プロデュース公演 vol.2 舞台『ヨツバニオドレ』（2022年5月6日 - 9日、渋谷区文化総合センター大和田・伝承ホール）
- 劇団シアターザロケッツプロデュース公演vol.7『両家顔合わせ』（2022年6月15日 - 19日、ザ・ポケット）
- 舞台『左ききのエレン 〜エレンの帰還編〈EREN IS BACK〉〜』-最終章-（2022年6月29日 - 7月3日、六行会ホール）
- TKmeets『太陽にホエール』（2022年7月27日 - 31日、ステージカフェ下北沢亭）
- 舞台『MALFUNCTION』（2022年8月25日 - 28日、シアターKASSAI）
- ツツシニウム#8『法螺噺 アオイトリ』（2022年11月16日 - 20日、上野ストアハウス）
- @emotion presents Minipression CASE5 『8∞8』 CASE5（2022年12月7日 - 11日、上野ストアハウス）

2023年
- ＠emotion presents Expression Vol.9 銀『NEVER EVER NEVER』（2023年1月25日 - 29日、六行会ホール / 2023年5月12日 - 14日、ABCホール）
- ENG第17回公演missing〜混血のハッシュタグ〜『私は刻む。私だけの、私の道を。』（2023年3月8日 - 12日、六行会ホール）
- 劇団シアターザロケッツ第十五回公演『お客様に神様ですHOTEL』（2023年4月12日 - 16日、ザ・ポケット）
- T-gene stage『MOMOTARO』（2023年5月24日 - 28日、六行会ホール）
- 舞台『POP☆STAGE season2 絶対に負けられない戦いがそこにある Live Stage in 新宿村LIVE POP☆SWEET VS カマーズ26』（2023年9月27日 - 10月1日、新宿村LIVE）
- @emotion presents Expression vol.10金『IKIZAMA』（2023年11月8日 - 12日、六行会ホール）
- 前川優希プロデュース『青いはる』（2023年11月29日 - 12月3日、シアターアルファ東京）

2024年
- T-gene stage『コトの葉』（2024年1月18日 - 28日、すみだパークシアター倉）[9]
- 舞台『OVER SMILE 2024』（2024年3月1日 - 10日、あうるすぽっと） - メアリー 役[10]
- カガミ熱海2024 『ザ・ロンゲスト・スプリング』（2024年年4月18日〜27日、サンモールスタジオ）
- ENG10周年記念公演第二弾 『Rock in the 本能寺』（2024年5月22日〜26日、六行会ホール）
- 『図ったん×ひょったん the STAGE』（2024年6月26日〜30日、すみだパークシアター倉）

2025年
- @emotion presents Expression Vol.10 金『IKIZAMA』（2025年1月15日 - 19日、六行会ホール）[11]
- 超次元ミュージカル「ネプテューヌ」Re:BOOT!!（2025年10月1日 - 5日〈予定〉、六行会ホール） - センチテンション 役[12][13]

### 舞台（ゲスト出演）
- UDA☆MAP 『魁☆パラダイムシフト』（2024年7月6日、 大塚萬劇場）

### イベント
『ブタイウラ放送局』（2024年5月3日、WALLOP放送局）

### 朗読劇
- 朗読劇『たすき』（2022年10月20日 - 23日、シアターグリーンBASE THEATER）
- &4番外公演 朗読劇『ハレロヨ!』（2023年7月14日 - 16日、APOCシアター）

### 即興演劇
- 『いきなりステージ』スタジオT企画（2022年4月24日、アートライブバー/スペシャルカラーズ）
- 『図ったんひょったんvol.14』（2022年8月20日、アトリエファンファーレ東新宿）

### モデル出演
- 『Art-Nouveau』 -異次元美術写真展-（2021年12月21日 - 29日、渋谷ギャラリーデールデコ6F）
- 『はじまりの、役者100人展』 -（2022年3月15日 - 20日、渋谷ギャラリーデールデコ3〜6F）
- 『うたう！役者100人展！！』 -（2022年12月23日 - 27日・2023年1月4日 - 9日、東京-東京芸術劇場ギャラリー2＆アトリエウエスト / 2023年1月31日 - 2月5日、京都-同時代ギャラリー ギャラリー＆ギャラリービス＆コラージュブリュス）

### 配信公演
- 『アトミック・チェリーボンバー』（2021年2月4日 - 6日）

### CM広告
- いわき平競輪
- 福島美少女図鑑vol.4
- 伊豆シャボテンヴィレッジ

### PV
- 浮遊する猫『虚栄心パラドックス』（猫モデル）
- やすこに『愛のヒーロー』（着ぐるみダンサー）
- R指定『スーサイドメモリーズ』（学生役）
- RADIO FISH『PERFECT HUMAN』（ダンサー）
- RADIO FISH『進化論』（ダンサー）
- 佐藤拓也『激情☆デザイア』（ダンサー）
- トミタ栞『カラーFullコンボ』（ダンサー）
- 藤田恵名『404 Not Found』（動物被り物モデル & ダンス）
- 谷川POPゴリラ『眠れない夜に』（彼女役）
- 大原学園グループ『夢と私が起動する』（ダンサー）
- Saucy Dog『夢みるスーパーマン』（カップル役）

### LIVE
- ORESAMA（ダンサー）
- さくらしめじ『おたまじゃくしの宴』（着ぐるみダンサー）
- THE 2PM in TOKYODOME（opening dancer/2016）
- たこやきレインボー（日比谷野外音楽堂/dancer）
- まけんグミフェス（新木場studio coast）